# Tere Ghar Ke Samne
Tere Ghar Ke Samne ist ein kommerziell erfolgreicher Hindi-Film von Vijay Anand aus dem Jahr 1963.

## Handlung
Während einer Auktion streiten sich die beiden Millionäre Seth Karamchand und Lala Jagannath um ein Grundstück. Letztendlich kaufen beide teures Land, das aneinandergrenzt. Aus Trotz wollen nun beide das größere und prächtigere Haus darauf bauen.
Daraufhin engagiert Seth Karam Chand den jungen Architekten Rakesh Kumar, nicht ahnend, dass dieser der Sohn seines Rivalen Lalas ist. Rakesh entwirft ein modernes Haus, welches auch bei seinem Vater großen Gefallen findet, der sich auch dieses Haus bauen lassen will.
Dann verliebt sich der Architekt ausgerechnet in Seths Tochter Sulekha. Nun hat Rakesh alle Hände voll zu tun, seine Beziehungen mit der Gegenseite nicht auffliegen zu lassen.
Lange kann Rakesh das Versteckspiel nicht aufrechterhalten. Spätestens als Seth und Lala kurz davor sind, aufeinander loszugehen, outet sich Rakesh. Glücklicherweise schafft es Rakesh, auch die beiden zur Vernunft zu bringen, und kann nun bedenkenlos Sulekha zur Frau nehmen.

## Musik
| Lied                  | Sänger                         |
| --------------------- | ------------------------------ |
| Ek Ghar Banaoonga     | Lata Mangeshkar, Mohammed Rafi |
| Yeh Tanhai Hai Re Hai | Lata Mangeshkar                |
| Tu Kahan Yeh Bata     | Mohammed Rafi                  |
| Dil Ka Bhanwara       | Mohammed Rafi                  |
| Dil Ki Manzil         | Asha Bhosle                    |
| Sun Le Tu Dil Ka Sada | Mohammed Rafi                  |
| Tere Ghar Ke Samne    | Lata Mangeshkar, Mohammed Rafi |
| Dekho Rootha Na Karo  | Lata Mangeshkar, Mohammed Rafi |

Die Liedtexte zur Musik von Sachin Dev Burman schrieb Hasrat Jaipuri. Die Lieder Dil ka bhanwar kare pukar und Yeh tanhaai hai re hai wurden zu Hits. Herausragend sind die bildlichen Umsetzungen von Dil ka bhanwara, das vor dem Qutb Minar gedreht wurde, und des Titelsongs, in dem Nutan beim Duett als Miniatur in Anands Whiskyglas erscheint.